# Gesellschaft zu Schützen

Schützenbrunnen vor dem ehemaligen Haus der Gesellschaft zu Schützen in Bern (um 1900)

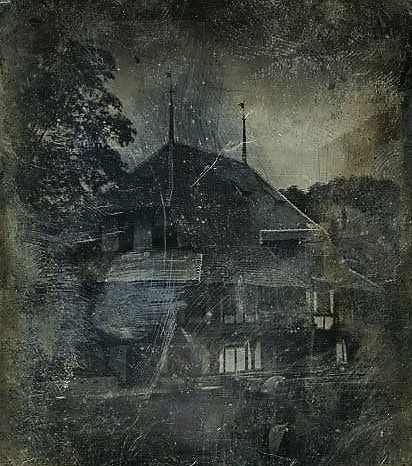
Das alte Schützenhaus in Bern, abgebrochen 1862 (um 1850)

Die Gesellschaft zu Schützen (auch Zielmusketen-Gesellschaft) war bis 1799 eine burgerliche Gesellschaft (Zunft) der Stadt Bern.

## Geschichte
1375 werden in Bern erstmals Armbrustschützen aktenkundig. Die Schützen erhielten 1378 vom Rat einen Zuschuss an eine Fahrt nach Solothurn zu einem Wettschiessen, später richtete der Rat regelmässig einen Geldbetrag und Schiessgaben aus. Kurz nach 1400 verordnete der Kleine Rat, dass der Gesellschaft zu Schützen auch Burger beitreten durften, die bereits einer Gesellschaft (Zunft) angehörten. Seit 1420 ist zudem eine Gesellschaft der Büchsenschützen bekannt. Im Waldshuterkrieg stellten die Büchsenschützen laut Auszügerliste elf Angehörige. 1477 wurden diese beiden Gruppierungen als Gesellschaft zu Schützen vereinigt. Ab 1648 wurde die Gesellschaft zu Schützen jeweils von einem Mitglied des Kleinen Rats geleitet. Seit dem 17. Jahrhundert findet sich auch der Begriff Zielmusketen-Gesellschaft. Hierzu bemerkt Johann Rudolf Gruner als Abgrenzung zu der 1675/86 gegründeten Reismusketen-Schützengesellschaft: «die Hand-Rohr-Schützen [...] sind aber mit den Ziehl-Musketen-Schützen nicht zu confundiren, als welche letzten eigentlich die Schützen-Gesellschaft ausmachen, und denen das Zunffthaus zusteht in der Stadt [...].» 1799 löste sich die Gesellschaft auf, das Vermögen wurde aufgeteilt. Das Archiv und die Fähnlein wurden von der im gleichen Jahr neu konstituierten, Reismusketen-Schützengesellschaft übernommen.
Die Gesellschaft besass das alte Berner Schützenhaus sowie seit 1430 das Gesellschaftshaus an der heutigen Marktgasse Nummer 28 (abgebrochen).

## Fähnlein und Wappen

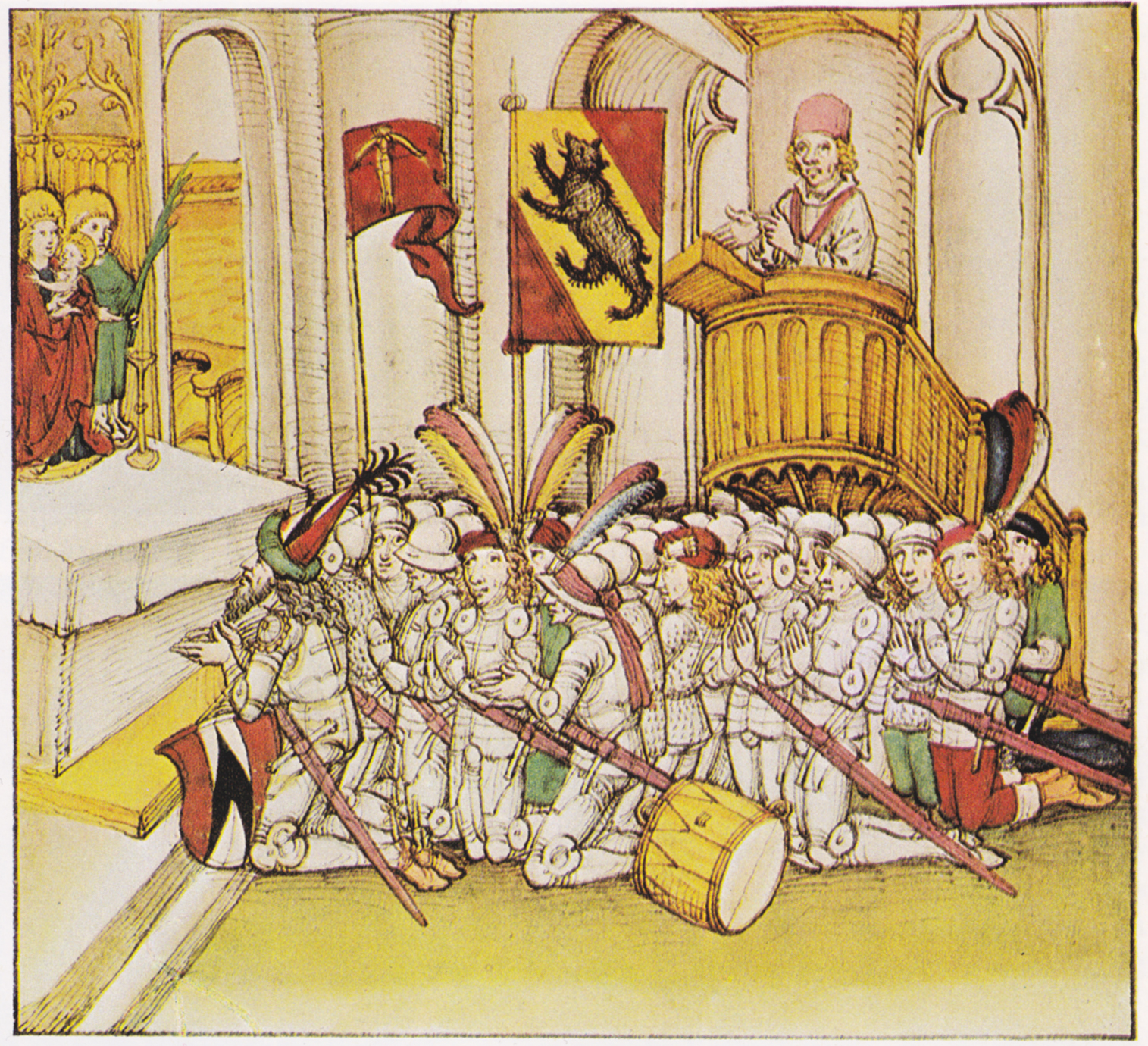
Rudolf von Erlach betet als Feldhauptmann der Berner (mit Stadtbanner und Schützenfähnlein) vor der Schlacht bei Laupen 1339, Diebold Schilling, Spiezer Chronik (1484/85)

Das Berner Schützenfähnlein zeigte in der zweiten Hälfte des 15. Jahrhunderts laut Diebold Schilling eine goldene Muskete oder eine goldene Armbrust auf rotem Grund (nach der Fusion 1477 beides gemeinsam). Die Gesellschaft führte dieselben Embleme auch als Wappen, wie eine zeitgenössische Ofenkachel dokumentiert. Darstellungen des 16. Jahrhunderts zeigen auf einmal nur noch eine liegende Muskete auf dem Fähnlein.

## Persönlichkeiten
- Albrecht Manuel (1560–1637), Herr zu Cronay, Schultheiss von Bern
- Franz Ludwig von Erlach (1574–1651), Freiherr zu Spiez, Schultheiss von Bern
- Glado Weyermann († 1636), Schultheiss von Bern